# Fannia petrocchiae
Fannia petrocchiae är en tvåvingeart som beskrevs av Shannon och Ponte 1926. Fannia petrocchiae ingår i släktet Fannia och familjen takdansflugor. Inga underarter finns listade i Catalogue of Life.